# Замок Дріпсі

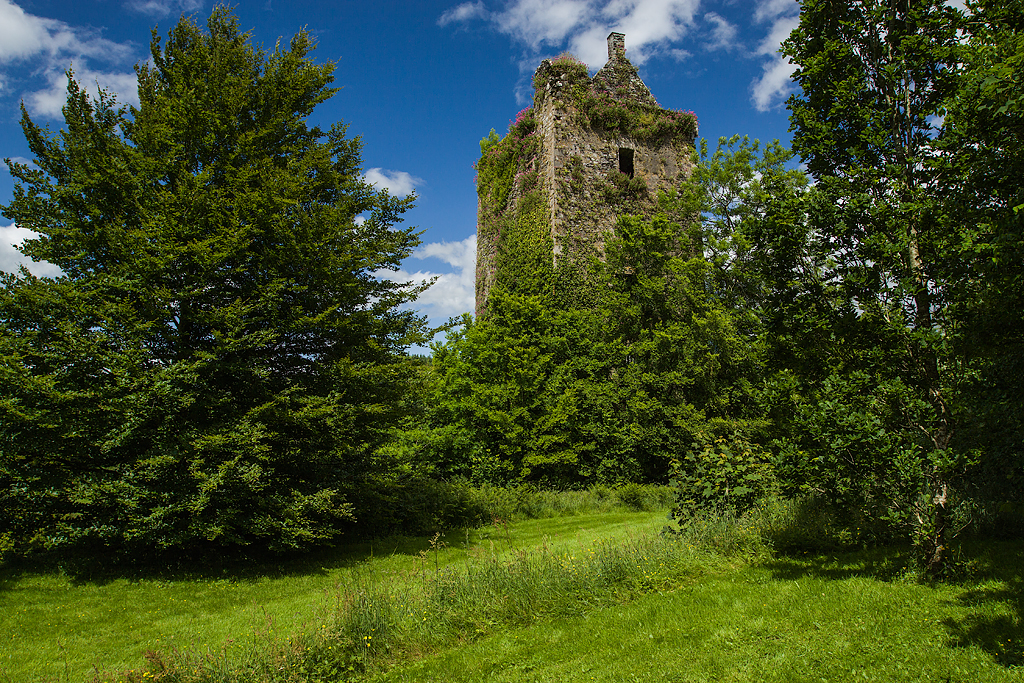
Вежа замку Дріпсі.

Замок Дріпсі (англ. Dripsey Castle, Carrignamuck Castle) — замок Каррігнамук — один із замків Ірландії, розташований в графстві Корк, земля Каррігнамук, на відстані 2,1 милі на північний схід від селища Кахфорд, на відстані 1,6 милі від селища Дріпсі. Замок Дріпсі являє собою укріплений будинок. Подібних будинків багато в графстві Корк і в долині річки Лі зокрема.

## Особливості архітектури
Національна інвентаризація архітектурної спадщини описує замок Дріпсі як окремий, триповерховий заміський будинок, побудований у 1740 році. Є центральна споруда і прибудови різних часів. Є різноманітні дерев'яні елементи, вікна венеціанського типу, старовинні дерев'яні двері, кам'яні сходи.

## Історія замку Дріпсі
Перший замок Дріпсі збудував у XV столітті Кормак Мак Тейге Мак Карті — ІХ лорд Мускеррі, що збудував також замки Бларні та Кілкреа.
Замок Дріпсі був довгий час резиденцією родини Колтурст. Льюїс у 1837 році описує замок Дріпсі як резиденцію Дж. Г. Колтурста, есквайра. У 1840 році була опублікована так звана «Оглядова книга», де згадується замок Дріпсі, як резиденція джентльмена Джона Генрі Колтурста, есквайра. У середині ХІХ століття була здійснена оцінка нерухомості Ірландії Гріффіта . Там зазначено, що в замку Дріпсі живе Джон Г. Колтурст. Пізніше згадується Маргарет Колтурст, що володіла 194 акрами землі.
Родина Колтурст володіла замком Дріпсі з кінця XVIII століття і майже до кінця ХІХ століття. Джон Колтурст одружився з Джейн Боуен з Дубового Рогу (Оук Гроув), Каррігадройд, Корк. Один їхній онук — Джон Генрі, проживав у замку Дріпсі, а інший — Джордж, в Каргу-Хаусі. Їх онучка — Пеггі вийшла заміж за Альфреда Гріра, і вони жили в замку Дріпсі в 1870-х роках, коли Грір купив частину маєтку Дріпсі, що виставлявся на продаж в жовтні 1851 року і складав понад 1900 акрів землі. Їх дочка Георгіна жила в замку Дріпсі, а в 1878 році вона вийшла заміж за Роберта Вальтера Траверса Боуена, який у 1882 році прийняв прізвище Колтурст. Їхній син — капітан Джон Боуен-Колтурст у 1916 році наказав стріляти у Френсіса Шехі-Скефінгтона. Він був виведений з залу суду, але успішно імітував божевілля. Родина згодом була бойкотована, і в потім залишила замок Дріпсі. Родина О'Шонессі (O'Shaughnessy) купила замок Дріпсі у 1922 році. Замок було продано в 2015 році за € 2 млн.
Ірландська туристична асоціація в 1944 році зазначала, що замок Дріпсі був головною резиденцією родини Колтурст і основні споруди були побудовані в 1746 році. Зазначалось, що у вітальні збереглося мармурове оздоблення, у залі для сніданків збереглася старовинна дерев'яна книжкова шафа, що була виготовлена в замку Каррігадройд. Збереглися старовинні ворота, побудовані в 1850 році, кругла вежа, що побудована в 1840 році. Поруч є квадратна вежа XVIII століття.
Замок Дріпсі залишається приватною резиденцією і не доступний для громадськості, але його сади іноді використовуються для місцевих заходів.